# Maase
von der Maase er en dansk adelsslægt tilhørende brev- og lavadelen, som stadig blomstrer. I 1800-tallet stod slægten kongehuset nær.

## Historie
Slægtens stamfader er teologen og godsejeren Hector Gottfried Masius (1653-1709), som var født i Schlagsdorf i Mecklenburg, og som samlede sig en anselig mængde godser. Hans børn blev optaget i adelstanden 1. juli 1712 under navnet von der Maase. Han var i sit første ægteskab fader til landsdommer Christian Masius von der Maase (1694-1753) og i sit andet fader til bl.a. major Frederik Masius von der Maase (1696-1728) til til Tybjerggård og Førslevgård. I sit giftemål med Conradine Sophie Rostgaard (1704-1758), datter af Frederik Rostgaard, kom han i besiddelse af stamhuset Kraagerup med herregården Krogerup.
Han var fader til bl.a. oberst og kammerherre Frederik von der Maase (1724-1774), som arvede stamhuset, og som var fader til staldmester og kammerherre Frederik Anthon Adam von der Maase (1773-1821), som i 1810 måtte afhænde Krogerup. Denne var fader til hofchef og kammerherre Frederik Herman Rostgaard von der Maase (1800-1866), som var fader til diplomaten Frederik Christian Rostgaard von der Maase (1825-1905), gift med Maren Olivia Colbiørnsen, datter af Christian Colbiørnsen, og generalmajor og ordensmarskal Christian Rostgaard von der Maase (1831-1899). Den førstnævnte af disse var fader til premierløjtnant Hermann Frederik (Fritz) Rostgaard von der Maase (1882-1958), som var fader til Frederik Christian Rostgaard von der Maase (1910-1990). Sidstnævnte var fader til advokat Jens Christian Rostgaard von der Maase (født 1949), som ejer det meste af øen Anholt.
Ove Rostgaard von der Maase (1923-1964) var fader til overlæge og professor Hans Rene Rostgaard von der Maase (født 1946).